# Capidava
Capidava là một chi nhện trong họ Salticidae.